# Payré
Payré és un municipi francès situat al departament de la Viena i a la regió de la Nova Aquitània. L'any 2007 tenia 973 habitants.

## Demografia

### Població
El 2007 la població de fet de Payré era de 973 persones. Hi havia 412 famílies de les quals 116 eren unipersonals (56 homes vivint sols i 60 dones vivint soles), 136 parelles sense fills, 140 parelles amb fills i 20 famílies monoparentals amb fills.
La població ha evolucionat segons el següent gràfic:
Habitants censats

### Habitatges
El 2007 hi havia 493 habitatges, 415 eren l'habitatge principal de la família, 45 eren segones residències i 33 estaven desocupats. 473 eren cases i 16 eren apartaments. Dels 415 habitatges principals, 331 estaven ocupats pels seus propietaris, 82 estaven llogats i ocupats pels llogaters i 2 estaven cedits a títol gratuït; 29 tenien dues cambres, 67 en tenien tres, 97 en tenien quatre i 222 en tenien cinc o més. 281 habitatges disposaven pel capbaix d'una plaça de pàrquing. A 158 habitatges hi havia un automòbil i a 217 n'hi havia dos o més.

### Piràmide de població
La piràmide de població per edats i sexe el 2009 era:
| Homes | Edats   | Dones |
| ----- | ------- | ----- |
| 0     | 95 o +  | 0     |
| 0     | 90 a 94 | 0     |
| 4     | 85 a 89 | 8     |
| 4     | 80 a 84 | 4     |
| 16    | 75 a 79 | 36    |
| 16    | 70 a 74 | 32    |
| 32    | 65 a 69 | 36    |
| 16    | 60 a 64 | 12    |
| 24    | 55 a 59 | 20    |
| 16    | 50 a 54 | 24    |
| 28    | 45 a 49 | 20    |
| 44    | 40 a 44 | 20    |
| 36    | 35 a 39 | 36    |
| 48    | 30 a 34 | 28    |
| 16    | 25 a 29 | 44    |
| 12    | 20 a 24 | 8     |
| 24    | 15 a 19 | 20    |
| 40    | 10 a 14 | 24    |
| 28    | 5 a 9   | 24    |
| 24    | 0 a 4   | 28    |

## Economia
El 2007 la població en edat de treballar era de 640 persones, 484 eren actives i 156 eren inactives. De les 484 persones actives 446 estaven ocupades (243 homes i 203 dones) i 38 estaven aturades (20 homes i 18 dones). De les 156 persones inactives 62 estaven jubilades, 53 estaven estudiant i 41 estaven classificades com a «altres inactius».

### Ingressos
El 2009 a Payré hi havia 417 unitats fiscals que integraven 996 persones, la mediana anual d'ingressos fiscals per persona era de 16.602 €.

### Activitats econòmiques
Dels 41 establiments que hi havia el 2007, 1 era d'una empresa extractiva, 2 d'empreses alimentàries, 3 d'empreses de fabricació d'altres productes industrials, 10 d'empreses de construcció, 8 d'empreses de comerç i reparació d'automòbils, 1 d'una empresa de transport, 3 d'empreses d'hostatgeria i restauració, 1 d'una empresa d'informació i comunicació, 3 d'empreses financeres, 1 d'una empresa immobiliària, 6 d'empreses de serveis, 1 d'una entitat de l'administració pública i 1 d'una empresa classificada com a «altres activitats de serveis».
Dels 17 establiments de servei als particulars que hi havia el 2009, 1 era una oficina bancària, 1 funerària, 2 tallers de reparació d'automòbils i de material agrícola, 3 guixaires pintors, 2 fusteries, 4 lampisteries, 3 restaurants i 1 agència immobiliària.
Dels 4 establiments comercials que hi havia el 2009, 1 era una fleca, 1 una botiga de mobles, 1 una botiga de material esportiu i 1 una floristeria.
L'any 2000 a Payré hi havia 28 explotacions agrícoles que ocupaven un total de 2.116 hectàrees.

## Equipaments sanitaris i escolars
El 2009 hi havia una escola elemental.

## Poblacions més properes
El següent diagrama mostra les poblacions més properes.